# شرکت هلدینگ
شرکت نگهدار یا شرکت هلدینگ (به انگلیسی: Holding company) شرکتی سهامی است که دارای شرکت‌های زیرمجموعه دیگر است و کنترل شرکت‌های زیرمجموعه مستقیماً زیر نظر مدیران و هیئت مدیرهٔ شرکت اصلی است. شرکت هلدینگ با خریدن بخش عمده‌ای از سهام شرکتی دیگر می‌توانند در آن شرکت حق رای داشته باشند، که در این صورت به شرکت دوم شرکت فرعی (یا وابسته) نیز گفته می‌شود.
شرکت‌های فرعی هویت قانونی خودشان را به عنوان شرکت‌های مجزا حفظ می‌کنند، اما کنترل هر شرکت فرعی تحت نظر شرکت نگهدار خواهد بود.

## شرکت هلدینگ
شرکت نگهدارنده شرکتی است که صاحب سهام مهم شرکت‌های دیگر می‌باشد. این اصطلاح عموماً برای شرکتهایی به کار می‌رود که کالا یا خدمات تولید نمی‌کنند؛ در عوض، هدف آن‌ها این است که با مالکیت سهام دیگر شرکتها، گروهی از شرکت‌ها را تشکیل دهند. شرکت‌های هلدینگ منجر به کاهش ریسک صاحبان سهام می‌شوند، و همچنین می‌توانند به مالکیت و کنترل تعدادی از شرکت‌ها منجر شوند.
در ایالات متحده، مالکیت ۸۰ درصد یا بیشتر از سهام قابل رأی دهی و ارزش‌گذاری شده، قبل از تثبیت منافع مالیات از قبیل سود سهام معاف از مالیات ادعا شده، باید مشخص شوند. این‌گونه است که، اگر شرکت A مالکیت ۸۰ درصد یا بیشتر از سهام شرکت B را دارا باشد، معاف از پرداخت مالیات سود سهام پرداخت شده به سهامداران شرکتB می‌شود. در پرداخت سود سهام از A به B، در اصل شرکت A پول نقد را از یک شرکت به شرکتی دیگر منتقل می‌کند. همانگونه که سود سهام برای سهامداران مشروع و عادی می‌باشد، هر کدام از سهامداران، مالیات معمول بر سود سهام را پرداخت خواهند کرد.
گاهی، یک شرکت در صورتی می‌تواند شرکت هلدینگ اصیلی شناخته شود که در کنار نام خود هلدینگ را اضافه کند.

## شرکت هلدینگ بانک
پس از بحران مالی ۰۸–۲۰۰۷، بسیاری از بانک‌های سرمایه‌گذاری آمریکا به شرکت‌های هلدینگ تبدیل شدند. با توجه به وب سایت شورای ارزیابی مؤسسات مالی دولت فدرال؛ جی پی مورگان چس و کو، شرکت بانک مرکزی آمریکا، سیتی گروپ، ولز فارگو و کو، و گروه گلدمن ساکس، بر اساس دارایی‌های کل در ۳۱ دسامبر ۲۰۱۳، پنج شرکت بزرگ هلدینگ بانکی در بخش مالی بودند.

## صنایع عمومی (برق)
قانون عمومی شرکت هلدینگ صنایع عمومی (مثل برق) در سال ۱۹۳۵، باعث شد بسیاری از شرکت‌های نیرو از کسب و کار تابعه خود محروم شوند. بین سال‌های ۱۹۳۸ و ۱۹۵۸، تعداد شرکت‌های هلدینگ از ۲۱۶ به ۱۸ عدد تنزل پیدا کرد. یک قانون تصویب شده انرژی در سال ۲۰۰۵، الزامات قانون سال ۱۹۳۵ را حذف کرد، و منجر به شکل‌گیری شرکت‌های هلدینگ و شرکت‌های ادغامی در بین بازاریابی قدرت و شرکت‌های کارگزار قدرت شد.

## رسانه
در رادیو و تلویزیون ایالات متحده، بسیاری از شرکت‌های خوشه‌ای بزرگ رسانه ای، رسانه‌های پخش کوچکتر را یکجا خریداری کرده‌اند، اما برای منعکس کردن این موضوع مجوز پخش این رسانه‌ها را تغییر نداده‌اند، در نتیجه (به عنوان مثال) ایستگاه پخشی که هنوز مجوزش متعلق به اشخاصی به نام یعقوب و سیتی کاسترز بود، آن‌ها را از جمله شرکت‌های تابعهٔ صاحبان کانال ارتباطی پاک می‌شمارند. گاهی این موضوع بر اساس هر بازار انجام می‌شود. به عنوان مثال، در آتلانتا هر دو ایستگاه رادیویی WNNX و بعد WWWQ با مجوز شرکتی WNNX مجوز پخش گرفته‌اند. هر دو متعلق به رادیوی Susquehanna هستند (که بعدها به رسانه کومولوس فروخته شد). در تعیین سرپوش‌هایی برای جلوگیری از تراکم بیش از حد مالکیت رسانه، همانگونه که ایستگاه‌های اجاره‌ای تحت عنوان ماده‌ای از مقررات پخش رادیویی هستند، همه این‌ها به شرکت مادر نسبت داده شده‌است.

## شرکت هلدینگ شخصی
در ایالات متحده، یک شرکت هلدینگ شخصی در بخش ۵۴۲ کد درآمد داخلی تعریف شده‌است. یک شرکت در صورتی یک هلدینگ خصوصی می‌باشد که هر دو شرط زیر را دارا باشد:
آزمون درآمد ناخالص: حداقل ۶۰ درصد از درآمد ناخالص عادی تنظیم شده، از سود سهام، بهره، اجاره و حق امتیاز باشد.
آزمون مالکیت سهام: بیش از ۵۰ درصد ارزش سهام برجسته شرکت متعلق به پنج نفر یا کمتر باشد.

## شرکت مادر
شرکت مادر شرکتی است که سهام آن شرکت در مقابل شرکت دیگر (شرکت زیرمجموعه) به اندازه کافی دارای حق رأی باشد تا کنترل مدیریت و عملیات‌ها به وسیله اثرگذاری یا انتخاب هیئت مدیره لحاظ گردد. یک شرکت مادر شرکتی می‌تواند باشد که به‌طور کلی صاحب شرکت دیگری است. این شرکت به عنوان «شرکت تابعه با مالکیت کامل» نامیده می‌شود.
هنگامی که یک شرکت موجود، یک شرکت جدیدی را ایجاد می‌کند و اکثریت سهام آن را برای خودش نگه می‌دارد و از دیگر شرکت‌ها دعوت می‌کند تا اقلیت سهام را خریداری کنند، آن شرکت، یک شرکت مادر نامیده می‌شود.
تفاوت شرکت مادر و شرکت هولدینگ در این است که شرکت مادر، مالکیت کامل شرکت زیر مجموعه را دراختیار دارد. اما شرکت هلدینگ ممکن است مالک کامل نبوده و صرفاً از نفوذ قابل توجه یا قدرت کنترل بهره‌مند باشد.